# Cinnyris batesi
Cinnyris batesi е вид птица от семейство Nectariniidae.